# Ariel Muzicant

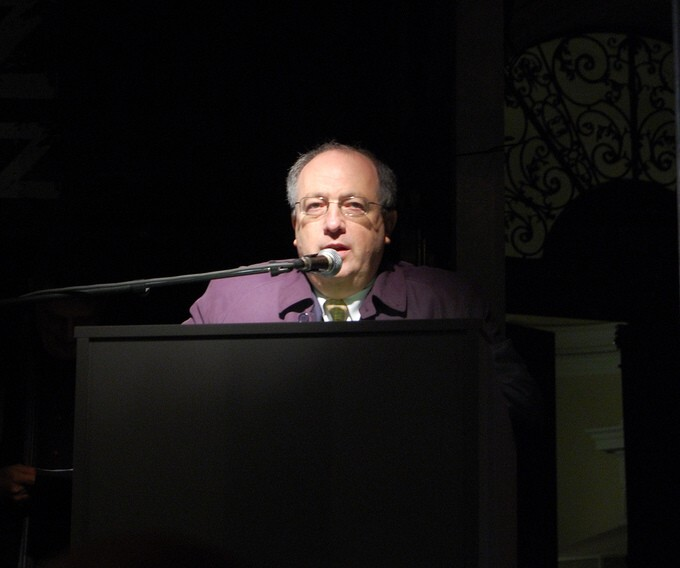
Ariel Muzicant, 2010

Ariel Muzicant (* 12. Februar 1952 in Haifa, Israel) ist ein österreichischer Unternehmer. Er ist Interimspräsident des Europäischen Jüdischen Kongresses und Vizepräsident des Jüdischen Weltkongresses. Von 1996 bis 1998 war er Präsident der B’nai B’rith Zwi Perez Chajes und einer der Initiatoren der Zwi-Perez-Chajes-Schule. Von 1998 bis 2012 war er Präsident der Israelitischen Kultusgemeinde in Wien.

## Leben
Muzicant lebt seit seinem vierten Lebensjahr in Wien und erhielt seine Schulausbildung im Lycée Français de Vienne. 1976 schloss er sein Medizinstudium an der Universität Wien mit der Promotion ab und trat anschließend in das väterliche Immobilienmaklerbüro ein, das er bis heute als Alleineigentümer führt.
Am 21. April 1998 wurde er als Nachfolger von Paul Grosz zum Präsidenten der Israelitischen Kultusgemeinde Wien gewählt. Bei den Wahlen 2004 und 2008 wurde er in seinem Amt bestätigt und übte es bis zu seinem Rücktritt am 21. Februar 2012 aus.
Weiters ist er Vorstandsmitglied des Dokumentationsarchives des österreichischen Widerstandes sowie des Wiener Wiesenthal Instituts für Holocaust-Studien (VWI) und war von 1998 bis 2006 Vizepräsident des Europäischen Jüdischen Kongresses. Muzicant ist Mitglied der SPÖ.

## Kontroversen
Ariel Muzicant war ein langjähriger Kritiker Jörg Haiders und der FPÖ. Besonders nach der Regierungsbeteiligung der FPÖ in der Bundesregierung Schüssel I im Februar 2000 wurde Muzicant zur Zielscheibe rechter Agitatoren, die unter Hinweis auf die Tätigkeit Muzicants als Immobilienmakler antisemitische Klischees wie beispielsweise des „intriganten, in illegale Machenschaften verwickelten jüdischen Geschäftsmannes“ bedienen. Kurz nachdem Haider die von Muzicant aufgezeigten Übergriffe gegen jüdische Mitbürger angezweifelt hatte, präsentierte Muzicant in einer Live-Fernsehsendung im ORF eine Mappe mit Drohbriefen, die er innerhalb von Wochen erhalten hatte, worauf seitens der FPÖ versucht wurde, Muzicant die Glaubwürdigkeit abzusprechen.
Am so genannten Politischen Aschermittwoch 2001 in der Jahnturnhalle in Ried im Innkreis verlautete Jörg Haider in Anspielung auf die bekannte Waschmittelmarke Ariel vor laufender Kamera: „… der Herr Ariel Muzicant: Ich verstehe überhaupt nicht, wie wenn einer Ariel heißt, so viel Dreck am Stecken haben kann; das verstehe ich überhaupt nicht …“, worauf Muzicant klagte. In einer bekannt gewordenen Studie kamen Anton Pelinka und Ruth Wodak zum Schluss, dass dieser Satz einen antisemitischen Gehalt habe. Nachdem Haider in fünf Ehrenerklärungen diese Äußerung und andere Vorwürfe zurückgenommen hatte, konnte der Gerichtsfall außergerichtlich bereinigt werden.
2009 geriet Muzicant in die Schlagzeilen, nachdem er den FPÖ-Generalsekretär Herbert Kickl mit Joseph Goebbels verglichen hatte. Daraufhin bezeichnete ihn der Dritte Nationalratspräsident Martin Graf (FPÖ) indirekt als „Ziehvater des antifaschistischen Linksterrorismus“. Muzicant forderte daraufhin „unmissverständliche Konsequenzen“ im Nationalrat.
Seit 2009 betreibt Muzicant die Website Kellernazis in der FPÖ. Der Begriff geht auf einen Artikel in der Zeitschrift profil zurück.
Als 2012 die ethische Vertretbarkeit von religiös motivierten Beschneidungen an minderjährigen Jungen (Zirkumzision) im deutschsprachigen Raum diskutiert wurde, äußerte er dazu in der Kleinen Zeitung, ein Verbot der Beschneidung „wäre dem Versuch einer neuerlichen Shoah, einer Vernichtung des jüdischen Volkes, gleichzusetzen – nur diesmal mit geistigen Mitteln.“
Gelegentlich, etwa im Fall des Dachausbaus des Wiener Hotels Ambassador, wurden Muzicants Aktivitäten als Immobilienentwickler auch von nicht rechtsgerichteter Seite kritisiert.
Nach dem Terrorangriff der Hamas auf Israel 2023 forderte Muzicant als Interimspräsident des Europäischen Jüdischen Kongresses ein, dass Europa sicherstellen müsse, dass nur jene Menschen einreisen, die sich an europäische Werte halten. Er habe überhaupt kein Verständnis mehr „für alle diese sogenannten Gutmenschen, die nicht verstehen, dass wir Leute in unser Land lassen, die dann schreien ‚Tod den Juden‘“. Muzicant erinnerte an die untersagte Demonstration auf dem Stephansplatz rund drei Wochen zuvor, bei der dieser Satz skandiert worden sei. Die Pro-Palästina-Demonstranten „verstehen nicht, dass das nicht ein Kampf gegen die Juden nur alleine ist, das ist ein Kampf für all das, wofür wir stehen: Menschlichkeit, Demokratie, Respekt voreinander“. Man könne „ja verschiedener Meinung sein, aber man kann nicht schwangeren Frauen den Bauch aufschlitzen“. In einem Gastkommentar in der Tageszeitung Die Presse erklärte er, dass die Hamas kein Interesse an einem Staat Palästina und Frieden für die palästinensische Bevölkerung habe.
Als Omri Boehm im Rahmen der Wiener Festwochen im Mai 2024 eine Rede auf dem Judenplatz hielt, sagte Muzicant, wenn er 30 wäre, würde er hingehen und Eier werfen. Nach eigenen Angaben habe er persönlich bei der Stadt Wien und bei der Erste Stiftung (einem der Sponsoren der Festwochen) gegen den Auftritt von Boehm interveniert. Die Erste Stiftung zog ihre Unterstützung für die Veranstaltung zurück; bei der Stadt Wien hatte seine Intervention keinen Erfolg. Daniel Kehlmann reagierte auf Muzicants Aussage mit den Worten: „Wer Eier wirft, wirft schnell auch mal was anderes. Ich finde das absolut empörend“. Boehm zufolge stört Muzicant, dass er den Universalismus der Aufklärung unterstützt.

## Ehrungen
- Großes Goldenes Ehrenzeichen für Verdienste um die Republik Österreich (2013)[28]
- Goldenes Ehrenzeichen für Verdienste um das Land Wien (2013)[29]
- Joseph-Samuel-Bloch-Medaille (2013)